# Alexandre Vassiliev
Pour les articles homonymes, voir Vassiliev et Aleksandr Vasilyev.
Alexandre Vassiliev (en russe : Александр Васильев), né le 1er mai 1962 à Moscou, est un journaliste, écrivain et historien (spécialisé dans l'espionnage) russe.
Il est connu pour ses ouvrages Spies: The Rise and Fall of the KGB in America, écrit conjointement avec John Earl Haynes et Harvey Klehr, et The Haunted Wood: Soviet Espionage in America: the Stalin Era, écrit conjointement avec Allen Weinstein.

## Biographie
Il est diplômé de la section internationale de la faculté de journalisme de l'Université d'État de Moscou en 1984.
En 1984 et 1985, il a travaillé au département international du quotidien Komsomolskaïa Pravda. Il est devenu étudiant à l'Institut du Drapeau rouge du KGB en 1985, dont il sort diplômé en 1987.
Alexandre Vassiliev a travaillé pour le compte du Premier département (américain) de la Première direction générale du KGB de l'URSS de 1987 à 1990. En février 1990, il a démissionné du KGB pour des raisons morales et politiques, et a recommencé à travailler pour le compte de la Komsomolskaïa Pravda, où il a fait des reportages et tenu une chronique dont les sujets portaient régulièrement sur les affaires internationales et l'espionnage.
De 1991 à 1993, il a préparé et animé plusieurs épisodes d'émissions politiques pour Kanal pervy (Première chaîne) appartenant à la télévision russe basée à Ostankino.
Vassiliev a participé à un projet conjoint du Crown Publishing Group, filiale de Random House, et de l'Association of Retired Intelligence Officers of the KGB (ARIO) de 1993 à 1996. Il est coauteur des ouvrages The Haunted Wood: Soviet Espionage in America: the Stalin Era et Spies: The Rise and Fall of the KGB in America qui s'appuient sur ses recherches dans les archives du KGB.
Il a déménagé avec sa famille à Londres en 1996.
En 2001, devant la High Court of Justice à Londres, Vassiliev a poursuivi Frank Cass & Co. pour diffamation. Cass publie le journal  Intelligence and National Security, lequel avait publié, en automne 2000, l'article Venona and Alger Hiss de John Lowenthal. Vassiliev a perdu sa cause, mais le juge a ordonné que certaines rectifications soient apportées à l'article de Lowenthal.
En mai 2009, Alexandre Vassiliev a remis ses notebooks, plus de mille pages de notes qu'il a prises alors qu'il parcourait les archives du KGB, à The Woodrow Wilson International Center for Scholars,.